# Sarah Jane Baines

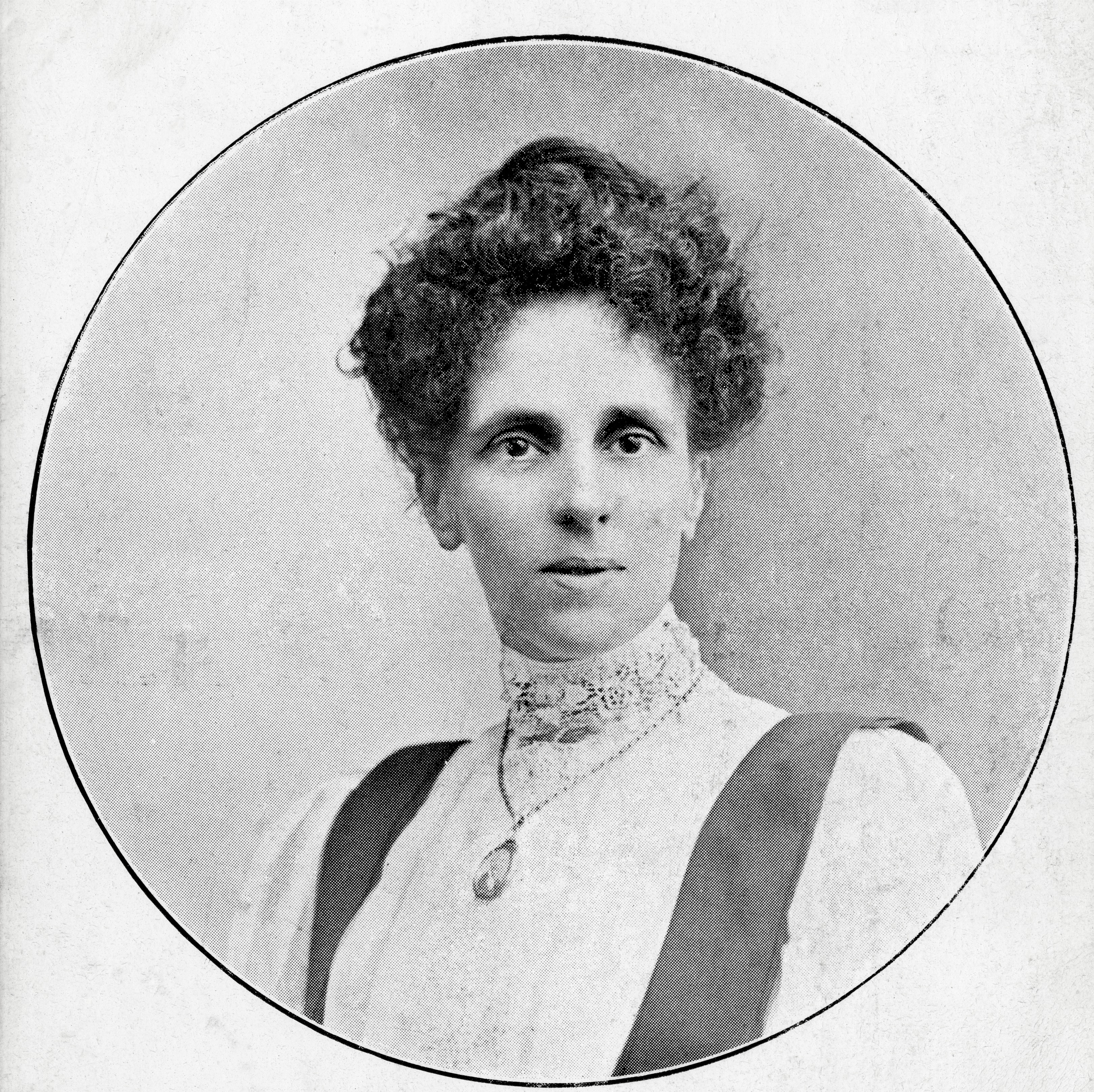
Sarah Jane Baines, 1907–1912

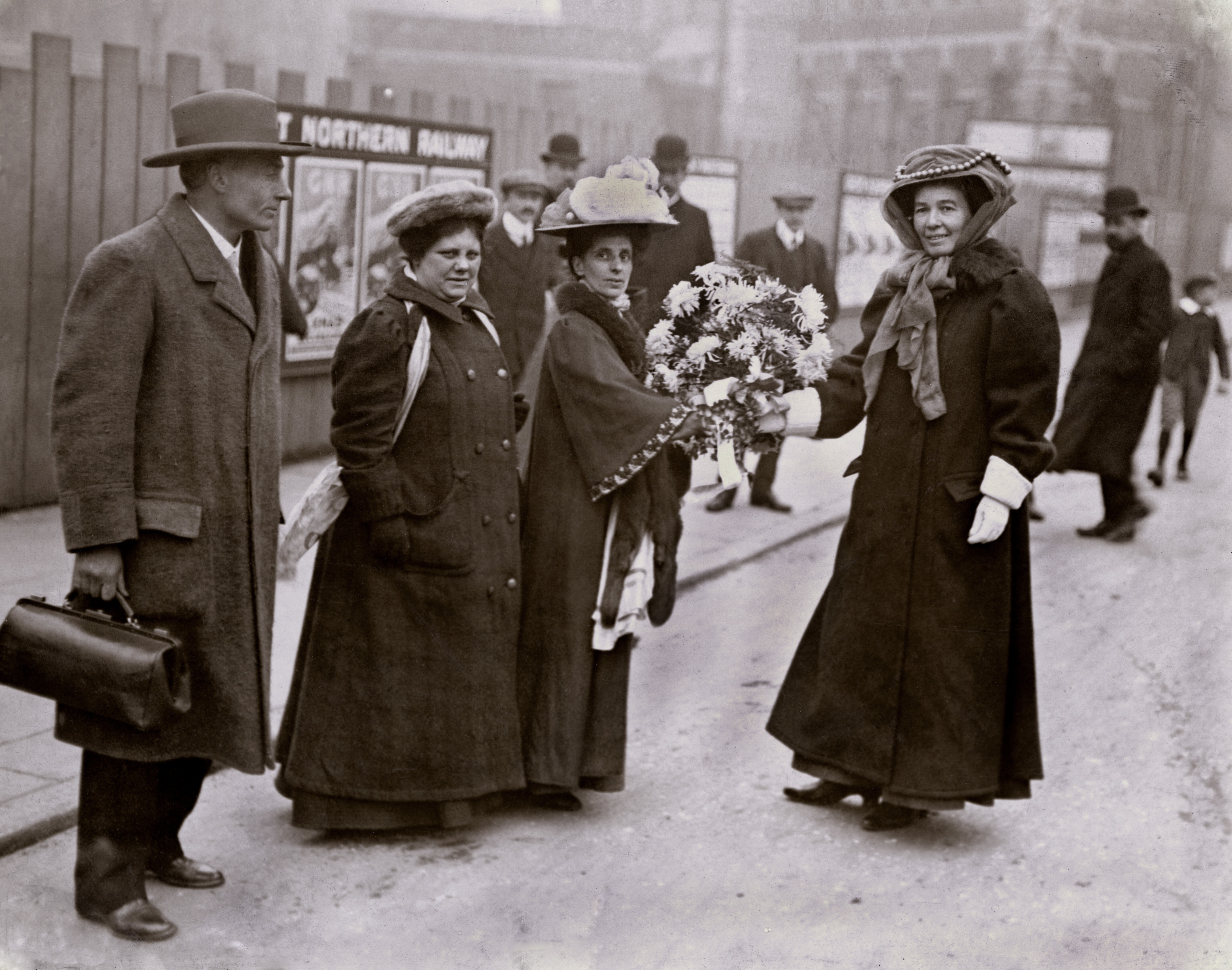
Emmeline Pethick-Lawrence erhält einen Blumenstrauß von Jennie Baines; Flora McKinnon Drummond und Frederick Pethick-Lawrence daneben, 1906–1910

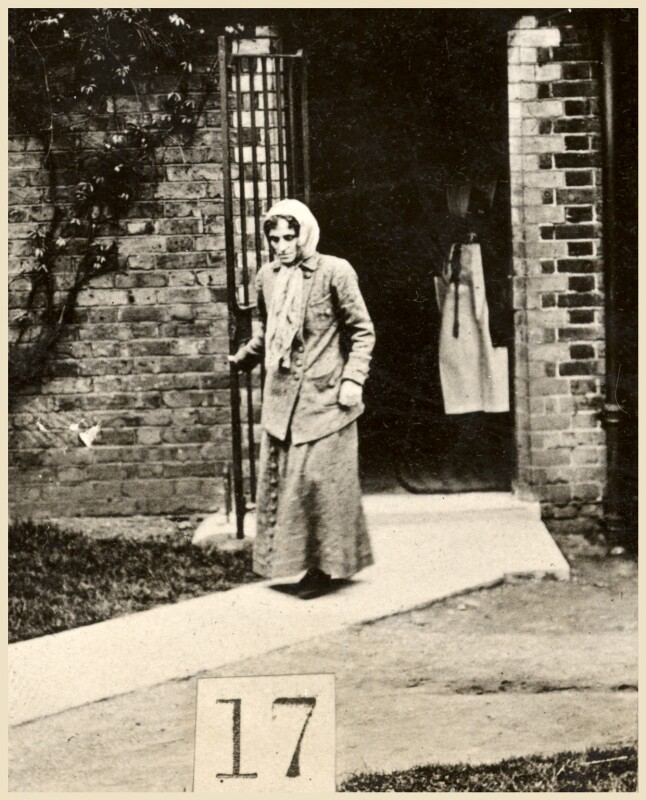
Jennie Baines, Aufnahme im Gefängnis, ca. 1913

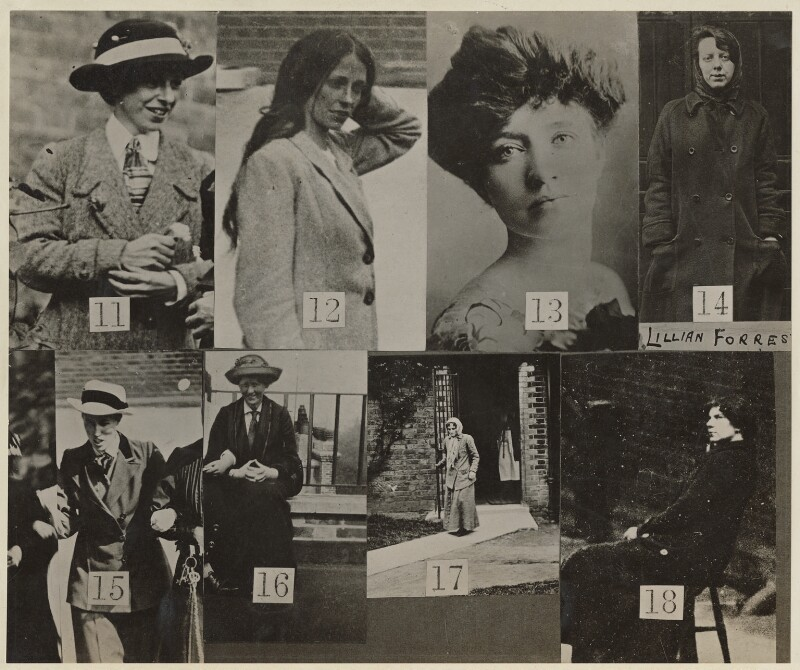
Erkennungsblatt mit zu überwachenden Suffragetten, 1914

Sarah Jane (Jennie) Baines, geborene Hunt (* 30. November 1866 in Birmingham; † 20. Februar 1951 in Port Melbourne, Melbourne, Victoria, Australien), war eine britische Feministin, Suffragette und Sozialreformerin. Sie war die erste Suffragette, die vor Gericht gestellt wurde und eine der ersten Hungerstreikenden. Nach einer Flucht aus England 1913 setzte sie ihr Wirken in Australien fort.

## Leben
Sarah Jane Baines wurde als Tochter von Sarah Ann (geborene Hunt) und James Edward Hunt, einem Büchsenmacher, geboren. Im Alter von elf Jahren begann sie in der Waffenfabrik von Joseph Chamberlain zu arbeiten.
Im Alter von vierzehn Jahren schloss sich Baines ihren Eltern an und arbeitete bei der Heilsarmee. Nachdem sie im Alter von zwanzig Jahren den Rang eines „Leutnants“ erreicht hatte, wurde sie als „Evangelistin“ in eine unabhängige Arbeitermission in Bolton entsandt. In dieser Funktion wurde sie auch als „Polizeigerichtsmissionarin“ eingesetzt, die sich um verhaftete Frauen kümmerte.
Am 26. September 1888 heiratete sie in Bolton George Baines, einen Stiefel- und Schuhmacher, und das Paar bekam zwischen 1888 und 1899 fünf Kinder, von denen drei die Kindheit überlebten.

### England
Zwischen Mutterschaft und ihrer Arbeit als Näherin blieb wenig Zeit für öffentliche Aktivitäten. Doch Baines’ Engagement ließ nie nach, ihr jüngstes überlebendes Kind war sechs Jahre alt, als sie zum dritten Mal inhaftiert wurde. Annie Kenney nannte sie „eine der gutherzigsten Frauen, die man treffen konnte, eine geborene Revolutionärin“. Baines trat auch der Independent Labour Party, dem Ausschuss zur Ernährung von Schulkindern und dem Ausschuss für Arbeitslose bei.
Im Oktober 1905 las Baines von der Verhaftung der Suffragistinnen Annie Kenney und Christabel Pankhurst wegen Körperverletzung, was sie motivierte, der Women’s Social and Political Union (WSPU) beizutreten. Anfangs war dies auf ehrenamtlicher Basis, aber im Februar 1908 wurde Baines als bezahlte Organisatorin mit einem Gehalt von 2 Pfund pro Woche eingestellt. Sie organisierte Kundgebungen, störte Versammlungen und gründete neue Zweigstellen der WSPU im Norden Englands und in den Midlands.
Später im selben Jahr, im November 1908, wurde Baines wegen ungesetzlicher Versammlung im Coliseum in Leeds vor Gericht gestellt, als erstes Mitglied der WSPU, das von einer Jury verurteilt wurde. Da sie sich weigerte, sich zu Wohlverhalten zu verpflichten (Binding over), wurde sie zu sechs Wochen Haft im Armley Goal (HM Prison Leeds) verurteilt. Als eine der ersten, die militante Methoden befürwortete, wurde Baines etwa fünfzehn Mal wegen ihrer Teilnahme an Protesten inhaftiert.
Im Juli 1909 wurde sie zusammen mit zwölf anderen, darunter Mary Leigh, Lucy Burns, Alice Paul, Emily Davison und Mabel Capper, wegen Behinderung verhaftet, weil sie versuchten, Schatzkanzler David Lloyd Georges öffentliche Haushaltsdiskussion in Limehouse zu stoppen. Auf dem Weg zum Holloway Prison riefen und sangen die verhafteten Frauen Proteste und forderten, als „politische Gefangene“ in ihren eigenen Kleidern und nicht als Kriminelle behandelt zu werden. Dies wurde nicht gewährt, und die Frauen zerbrachen 150 Fensterscheiben im Gefängnis und weigerten sich, ihre Namen zu nennen. Die Gefängnisbeamten mussten „notwendige Gewalt“ anwenden, um die Frauen in Gefängniskleidung zu zwingen.
In Liverpool hielt Baines 1910 Reden zusammen mit Ada Flatman und Patricia Woodlock, als sie von Constance Bulwer-Lytton, verkleidet als „Naäherin Jane Wharton“, unterbrochen wurde, die die „Männer und Frauen von Liverpool“ aufforderte, gegen die Zwangsernährung von hungerstreikenden Suffragetten zu protestieren, und eine Menge folgte ihnen zum Haus des Gefängnisdirektors John Dillon, verfolgt von der Polizei.
Im Juli 1912 war Baines unter dem Namen „Lizzie Baker“ zusammen mit Gladys Evans, Mary Leigh und Mabel Capper an einem Versuch beteiligt, das Theatre Royal in Dublin in Brand zu setzen, am Vorabend eines geplanten Besuchs von Premierminister H. H. Asquith, der über die Home Rule sprechen wollte. Dafür wurde Baines zu sieben Monaten harter Arbeit im Central-Bridewell-Gefängnis in Dublin verurteilt. Sie schloss sich ihren Mitgefangenen im Hungerstreik an und wurde nach fünf Tagen freigelassen.
Im nächsten Jahr, am 8. Juli 1913, wurden Baines, ihr Ehemann George und ihr Sohn Wilfred beschuldigt, einen Bombenanschlag auf einen Wagen der 1. Klasse der Lancashire and Yorkshire Railway versucht zu haben sowie suffragistisches Material in der Nähe ihres Wohnorts in Manchester zu verbreiten. Eine Bombe, eine geladene Pistole, Masken und Schneidwerkzeuge sowie zwei Schleudern wurden in ihrer Wohnung gefunden. Infolgedessen wurden ihr Ehemann und ihr Sohn wegen böswilliger Beschädigung angeklagt, aber nicht inhaftiert. Baines wurde nach dem sogenannten Cat and Mouse Act sofort wieder verhaftet und im Holloway Prison inhaftiert. Sie trat erneut in den Hungerstreik, verweigerte Nahrung und Wasser und wurde in einem „sehr ernsten Zustand“ freigelassen. Baines litt an Chorea Huntington, was durch emotionalen Stress verursachte Krämpfe auslöste und es fast unmöglich machte, sie zwangsweise zu ernähren.
Im Mai 1913 führte eine weitere Verhaftung wegen Behinderung während einer Versammlung im Hyde Park und eine einmonatige Haftstrafe dazu, dass die WSPU-Führer entschieden, dass ihre Gesundheit eine weitere Haftstrafe nicht überstehen würde. Daher wurden Baines und ihre Familie als „Familie Evans“ erst nach Wales geschmuggelt und bestiegen dann das Schiff The Ballarat, das nach Australien segelte.
Im Gefängnis wurde Baines fotografiert. Dieses Foto wurde mit anderen, teilweise heimlich aufgenommenen, zu einer Seite zusammengefügt, die Polizisten gezeigt werden konnte, um verdächtige und als militant bekannte Frauen zu identifizieren. Sie war die Nummer 17 auf einem Blatt, auf dem auch Mary Richardson (11), Lilian Lenton (12), Kitty Marion (13), Lillian Forrester (14), eine Miss Johansson (15), Clara Giveen (16) und Miriam Pratt (18) abgebildet waren. Diese Erkennungsblätter wurden 1914 in Umlauf gebracht, als Baines bereits in Australien war.

### Australien
Nachdem sie aus England herausgeschmuggelt worden war, kam Baines im Dezember 1913 im Alter von siebenundvierzig Jahren in Melbourne, Australien, an. Adela Pankhurst kam im Jahr 1914 ebenfalls in Australien an.
Nachdem sie sich im Melbourner Vorort Fitzroy niedergelassen hatte, trat die Familie Baines der Victorian Socialist Party und der Labour Party bei. Baines engagierte sich bereits im Januar 1914 in der Women’s Political Association und gründete die Women’s Peace Army mit. Gemeinsam mit Pankhurst setzte sich Baines 1916–1917 gegen die Wehrpflicht im Ersten Weltkrieg und gegen die steigenden Lebenshaltungskosten ein, die sie als Wucher bezeichnete. Beide wurden erneut zu neun Monaten Haft verurteilt, aber in der Berufung aufgrund eines juristischen Formfehlers freigelassen.
Baines wurde im März 1919 erneut inhaftiert, weil sie auf der Yarra Bank die verbotene rote Flagge gehisst hatte. Sie trat als erste Gefangene in Australien erneut in den Hungerstreik. Es wurde eine Sondersitzung des Bundeskabinetts einberufen und auf Anraten des Generalstaatsanwalts wurde ihre Freilassung nach vier Tagen Hungerstreik erwirkt.
Im Jahr 1920 half Baines bei der Gründung der Communist Party of Australia in Victoria. Fünf Jahre später wurde sie aus der Partei ausgeschlossen, woraufhin sie sich wieder der Labour Party anschloss.
1926 zog die Familie nach Port Melbourne um, und Baines wurde von 1928 bis 1948 zur Sonderrichterin am dortigen Children’s Court ernannt. Obwohl ihre Aktivitäten nach dem Zweiten Weltkrieg durch ihre nachlassende Sehkraft eingeschränkt wurden, setzte Baines ihre „leidenschaftliche Rhetorik auf Wahlkampfbühnen“ bis zu ihrem Krebstod fort und gab erst einige Monate vor ihrem Tod am 20. Februar 1951 in Port Melbourne das öffentliche Reden auf. Sie hinterließ ihren Ehemann und ihre drei Kinder.
Baines’ Vermächtnis lässt sich mit ihren eigenen Worten zusammenfassen:

„To fight for that which is better and nobler in this world is to live in the highest sense, but to submit and tolerate the evils which exist is to merely vegetate in the sewers of iniquity.“

„Für das Bessere und Edlere in dieser Welt zu kämpfen, bedeutet, im höchsten Sinne zu leben, aber sich zu fügen und die bestehenden Übel zu tolerieren, bedeutet, in der Kanalisation der Ungerechtigkeit zu vegetieren.“